# Bcl-2

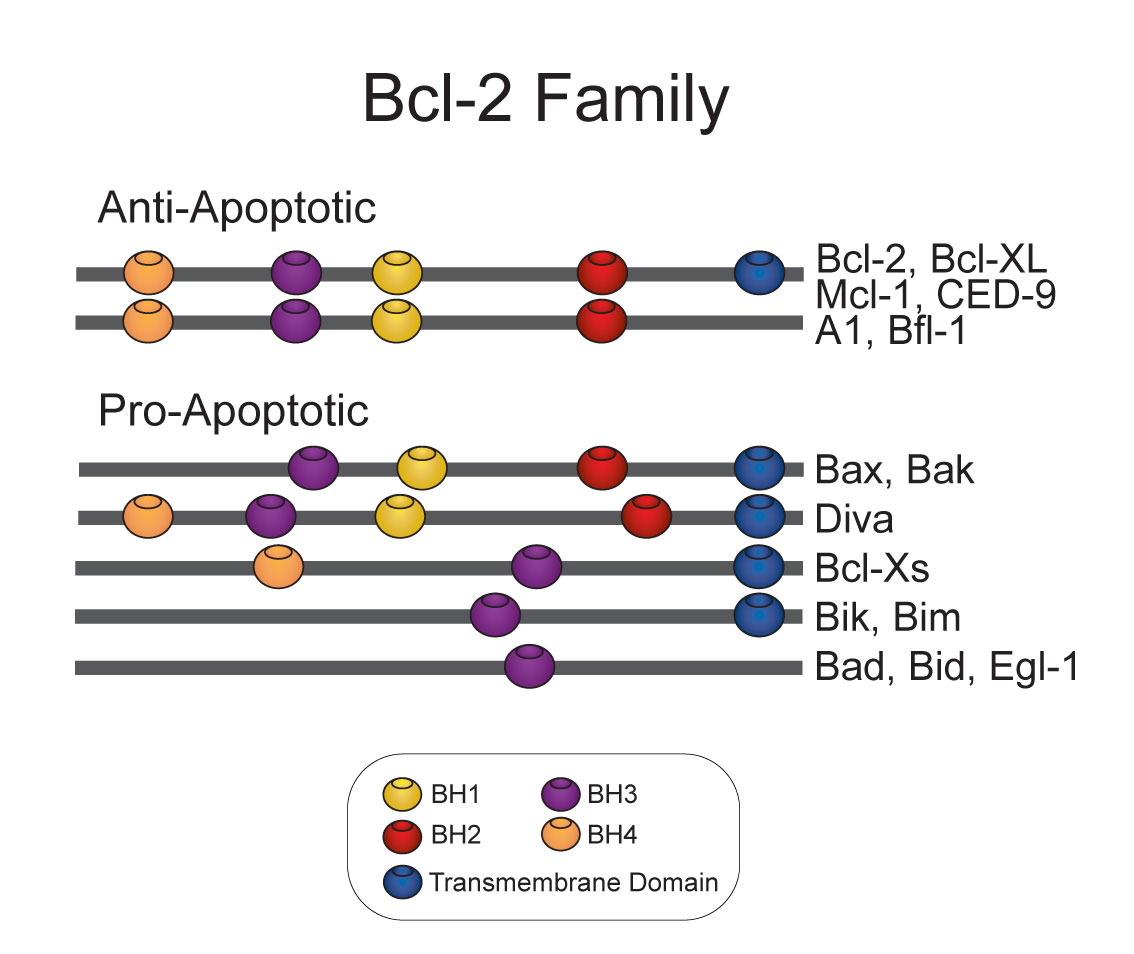
Família Bcl-2

Bcl-2 refere-se a uma família de genes dos mamíferos e às proteínas a que estes genes dão origem. Estas regulam a permeabilidade da membrana externa da mitocôndria e podem ser, quer pró-apoptóticos (Bax, Bad, Bak e Bok, entre outros) quer antiapoptóticos (Bcl-2 propriamente dito, Bcl-xL, e Bcl-w, entre outros). Há um total de 25 genes na família Bcl2-2 conhecidos até ao presente. A nome Bcl-2 deriva, do inglês, "B-cell lymphoma 2", "linfoma de células B 2", dado ser o segundo membro de um conjunto de proteínas inicialmente descritas como uma translocação genética recíproca no cromossoma 14 e 18 em linfomas foliculares.
As proteínas Bcl-2 antiapoptóticas, incluindo a própria Bcl-2 (o membro fundador da família Bcl-2) e Bcl-XL compartilham quatro diferentes domínios de homologia com Bcl-2 (BH, homology domains e BHI-4). Proteínas Bcl-2 proapoptóticas consistem em duas subfamílias - as proteínas BH123 e as proteínas BH3-apenas. As principais proteínas BH123 são Bax e Bak, as quais são estruturalmente similares a Bcl-2, mas sem o domínio BH4. As proteínas BH3-apenas compartilham homologia de sequência com Bcl-2 somente no domínio BH3.
Essa proteína parece funcionar em um sistema de feedback com caspases: pode inibir a atividade da caspase, prevenindo a liberação do citocromo c da mitocôndria como também ligar-se ao fator ativador da apoptose (APAF-1).

## Atributos proteicos da Bcl-2
Apresenta 239 aminoácidos e massa molecular de 26266 Da. Em sua estrutura quaternária forma homodímeros e heterodímeros com BAX, BAD, BAK e Bcl-XL. Os membros da família Bcl-2 são definidos pela presença de um a quatro blocos curtos de sequência proteica conservada denominados domínios BH (homologia Bcl-2). Os protetores antiapoptóticos Bcl-2 têm tipicamente quatro dos domínios. Os assassinos antiapoptóticos Bcl-2 têm tipicamente três destes domínios, enquanto os reguladores Bcl-2 têm apenas o domínio BH3. O domínio BH3 é uma pequena hélice que se encaixa em um sulco na superfície dos antiapoptóticos Bcl-2, formando complexos que regulam sua atividade.
Acredita-se que os protetores Bcl-2 regulam o comportamento dos assassinos Bcl-2 por uma interação similar. Por exemplo, a proteína Bcl-2 forma um complexo com um assassino pró-apoptótico Bcl-2 chamado Bax, interferindo assim na capacidade do Bax de matar células. A ligação de proteínas BH3-apenas aos protetores Bcl-2 pode inativar suas funções antiapoptóticas. Egl-1 é uma proteína BH3- apenas e é assim que ela desencadeia a apoptose. Uma nova geração de fármacos miméticos de BH3 induz a apoptose de células cancerígenas, mimetizando este segundo mecanismo.
A exemplo de algumas modificações pós-traducionais para o gene BCL-2, tem-se a fosforilação/desfosforilação em Ser-70, que regula a atividade antiapoptótica. A fosforilaçãoestimulada por fator de crescimento em Ser-70 por PKC é necessária para a atividade antiapoptose e ocorre durante a fase G2/M do ciclo celular. Na ausência de fatores de crescimento, a Bcl-2 parece ser fosforilada por outras proteínas quinases, como ERKs e quinases ativadas por estresse. Fosforilada por MAPK8 / JNK1 em Thr-69, Ser-70 e Ser-87, estimula a autofagia induzida por inanição. Defosforilada pela proteína fosfatase 2A (PP2A).
Pode ser clivada proteoliticamente por caspases durante a apoptose. A proteína clivada, sem o domínio BH4, tem atividade pró-apoptótica, que provoca a liberação do citocromo c no citosol, promovendo ainda mais a atividade de caspases.

## Via intrínseca da apoptose
Com estímulo apoptótico para via intrínseca, proteínas BH123 formam oligômeros na parede externa da mitocôndria (Bak de maneira constitutiva e Bax e de forma induzida pelo estímulo). A ação delas depende da ativação das proteínas BH3-apenas. A Bax e a Bak também estão presentes associadas ao Retículo Endoplasmático e na membrana do núcleo, e agem liberação de Ca2+ em situação de estresse do RE, o que ativa a via intrínseca da apoptose.
As proteínas Bcl-2 antiapoptóticas estão presentes na membrana nuclear, RE e membrana externa da mitocôndria e atuam se ligando a uma próapoptótica que será inibida. Isso impede a liberação inapropriada de proteínas da mitocôndria e de Ca 2+. Um exemplo disso é quando essas proteínas antiapoptóticas se ligam a Bak na membrana externa da mitocôndria impedindo sua oligomerização e a consequente saída do citocromo c. Existem ao menos cinco proteínas Bcl-2 antiapoptóticas em mamíferos, e cada célula de mamífero requer ao menos uma para sobreviver. Entretanto, um número dessas proteínas deve ser inibido para que a via intrínseca induza apoptose; proteínas BH3-apenas fazem a mediação da inibição.
As BH3-apenas são a maior classe da Bcl-2 no mecanismo de apoptose. Elas atuam neutralizando aquelas proteínas antiapoptóticas ao se ligarem a elas. Por um mecanismo pouco entendido, a ligação e a inibição permitem o agregamento de Bax e Bak na superfície da mitocôndria, a qual dispara a liberação de proteínas mitocondriais intermembranas que induzem a apoptose. Algumas BH3-apenas podem ligar-se diretamente a BAK e BAX, disparando a apoptose, pela agregação dessas proteínas que pertencem à classe BH123 à membrana mitocondrial.
Proteínas BH3-apenas proporcionam a ligação crucial entre estímulos apoptóticos e a via intrínseca da apoptose, com diferentes estímulos ativando diferentes proteínas BH3-apenas. Quando algumas células são privadas de sinais de sobrevivência extracelulares, por exemplo, a via intrínseca é ativada por sinalização intracelular que depende da MAP-cinase JNK que ativa a transcrição do gene que codifica a proteína BH3-apenas Bim. De maneira semelhante, em resposta ao dano no DNA que não pode ser reparado, a proteína supressora tumoral p53 se acumula e ativa a transcrição de genes que codificam as proteínas BH3-apenas Puma e Noxa; essas proteínas BH3-apenas então disparam a via intrínseca, consequentemente eliminando a célula potencialmente danosa que poderia em algum momento se tornar cancerosa.
A Bcl-2 Bid faz a conexão entre as vias intrínseca e extrínseca, o que pode ser essencial em algumas células, através de mecanismo de clivagem de Bid pela caspase iniciadora gerando tBid.  A tBid se transloca para a mitocôndria, onde inibe proteínas Bcl-2 antiapoptóticas e causa a agregação de proteínas BH123 próapoptóticas que liberam citocromo c e outras proteínas intermembranas, amplificando assim o sinal de morte. Bid, Bim e Puma são os ativadores mais potentes da apoptose na subfamília BH3-apenas de proteínas Bd2, já que podem inibir todas proteínas Bcl-2 antiapoptóticas.

## Isoformas
As duas isoformas de Bcl-2, a isoforma 1, também conhecida como 1G5M, e a isoforma 2, também conhecida como 1G5O / 1GJH, exibem uma dobra semelhante. No entanto, os resultados na capacidade dessas isoformas de se ligarem às proteínas BAD e BAK, bem como na topologia estrutural e potencial eletrostático do sulco de ligação, sugerem diferenças na atividade antiapoptótica para as duas isoformas.

#### Função fisiológica normal
A Bcl-2 está localizada na membrana externa da mitocôndria, onde desempenha um papel importante na promoção da sobrevivência celular e na inibição das ações de proteínas pró-apoptóticas. As proteínas pró-apoptóticas da família BCL-2, incluindo Bax e Bak, atuam normalmente na membrana mitocondrial para promover a permeabilização e liberação do citocromo C e ROS, sinais importantes na cascata da apoptose. Essas proteínas pró-apoptóticas são, por sua vez, ativadas por proteínas somente BH3 e são inibidas pela função de BCL-2 e seu BCL-Xl relativo.
Existem outros papéis não canônicos do BCL-2 que estão sendo explorados. Sabe-se que o BCL-2 regula a dinâmica mitocondrial e está envolvido na regulação da fusão e fissão mitocondrial. Além disso, nas células beta pancreáticas, BCL-2 e BCL-Xl são conhecidos por estarem envolvidos no controle da atividade metabólica e secreção de insulina, com inibição de BCL-2 / Xl mostrando aumento da atividade metabólica, mas também produção adicional de ROS; isso sugere que tem um efeito metabólico protetor em condições de alta demanda

#### Papel na doença
Danos ao gene Bcl-2 foram identificados como uma causa de vários tipos de câncer, incluindo melanoma, mama, próstata, leucemia linfocítica crônica e câncer de pulmão, e uma possível causa de esquizofrenia e autoimunidade. É também uma causa de resistência aos tratamentos de câncer. Há estudos que também evidenciam participação de seus mecanismos na patogênese da esquizofrenia.
Câncer
Certas células normais produzem níveis relativamente altos de Bcl-2. Acredita-se que isso preserva células cuja morte seria devastadora para o organismo. O excesso de proteção, porém, tem um preço: quando se tornam cancerosas, elas costumam gerar tumores mais agressivos, já que resistem mais à morte programada.
O câncer pode ser visto como um distúrbio no equilíbrio homeostático entre o crescimento celular e a morte celular. A superexpressão de genes antiapoptóticos e a subexpressão de genes pró-apoptóticos podem resultar na falta de morte celular característica do câncer. Um exemplo pode ser visto nos linfomas. A superexpressão da proteína Bcl-2 antiapoptótica apenas nos linfócitos não causa câncer. Mas a superexpressão simultânea de Bcl-2 e do proto-oncogene myc pode produzir malignidades agressivas de células B, incluindo linfoma.
No linfoma folicular, uma translocação cromossômica comumente ocorre entre o décimo quarto e o décimo oitavo cromossomos - t (14; 18) - que coloca o gene Bcl-2 do cromossomo 18 próximo ao lócus da cadeia pesada da imunoglobulina no cromossomo 14. Esse gene de fusão é desregulado, levando à transcrição de níveis excessivamente altos de Bcl-2. Isso diminui a propensão dessas células para a apoptose
Isso parece ocorrer também com os melanócitos. Tais células, produtoras do pigmento melanina, que escurece a pele e ajuda a evitar a absorção de doses letais de luz solar, precisam ser protegidas porque sua morte precoce ameaçaria outras células da pele. Mas por causa dessa resistência à apoptose, os melanócitos, se há algum dano nos genes, geram tumores (melanomas) mais agressivos e que se espalham rapidamente.Proteínas da Família Bcl-2 em Câncer
Similarmente, no cancro da próstata, a expressão de Bcl-2 aumenta com a progressão do tumor de fenótipo dependente de androgênio em relação a fenótipo independente de androgênio. Nestes tumores, a regulação positiva de Bcl-2 ocorre presumivelmente numa fase posterior durante a tumorigênese. Vários estudos também sugerem a associação do homólogo Bcl-2 Bcl-xL ao câncer.
A supressão da apoptose pelas proteínas da família Bcl-2 confere também resistência a agentes quimioterapêuticos. Estudos in vitro em numerosas linhagens de células de câncer demonstram que a superexpressão de Bcl-2 ou Bcl-xL leva à resistência a múltiplos fármacos contra a maioria dos agentes testados. Vários estudos clínicos em câncer de próstata e leucemia linfocítica crônica mostram boa correlação dos níveis de expressão de Bcl-2 no tumor com resistência a drogas durante a terapia.
Doenças autoimunes
A apoptose desempenha um papel ativo na regulação do sistema imunológico. Quando funcional, pode causar imunossupressão aos auto-antígenos através da tolerância central e periférica. No caso de apoptose defeituosa, pode contribuir para aspectos etiológicos das doenças autoimunes. O diabetes tipo 1 da doença auto-imune pode ser causado por apoptose defeituosa, que leva à tolerância periférica a células T aberrantes e defeituosas. Devido ao fato de que as células dendríticas são as mais importantes células apresentadoras de antígenos do sistema imune, sua atividade deve ser rigidamente regulada por mecanismos como a apoptose. Pesquisadores descobriram que camundongos contendo células dendríticas incapazes de induzir apoptose efetiva, sofrem mais com doenças auto-imunes do que aquelas que têm células dendríticas normais. Outros estudos mostraram que o tempo de vida da célula dendrítica pode ser parcialmente controlado por um cronômetro dependente de Bcl-2 antiapoptótico.
Esquizofrenia
A esquizofrenia é um distúrbio psiquiátrico no qual uma relação anormal de fatores pró e antiapoptóticos pode contribuir para a patogênese. Algumas evidências sugerem que isso pode resultar da expressão anormal de Bcl-2 e aumento da expressão de caspase-3.

## Estudos com Bcl-2
As proteínas Bcl-2 regulam primariamente a liberação de fatores promotores de morte das mitocôndrias quando as células recebem sinais que ativam a via intrínseca.
Foi identificado um gene, ced-9, que, no nematódeo C. Elegans, protege as células contra a apoptose e outro gene, o egl-1, que inativa a proteína ced-9 e desencadeia a apoptose. Nos mutantes em ced-9, muitas células que normalmente sobrevivem até a idade adulta morrem durante o desenvolvimento. Uma mutação de Ced-9 mata o verme. O Bcl-2 humano é funcional e estruturalmente homólogo ao Ced-9 de C. elegans e pode substituí-lo em vermes vivos. Esta capacidade de um gene humano para proteger os nematoides revela que a maquinaria fundamental da morte celular apoptótica foi conservada ao longo de grandes distâncias evolutivas.
A importância do oncogene Bcl-2 foi sublinhada quando se verificou ser um homólogo estrutural do inibidor de morte celular Ced-9 de C. elegans. De fato, o Bcl-2 poderia substituir parcialmente o ced-9 no nematódeo vivo. Mais trabalhos agora identificaram uma família de genes relacionados a Bcl-2 em vertebrados.
Experiências genéticas em ratos revelaram várias funções diferentes para os membros da família Bcl-2. Camundongos nascidos sem Bcl-2 têm deficiências do sistema imunológico que são melhor compreendidas se um dos papéis desta proteína in vivo é tornar os linfócitos resistentes a sinais pró-apoptóticos durante a maturação do sistema imune. Os ratinhos que não possuem outro membro da família pró-vida, Bcl-xL, morrem durante a embriogênese, aparentemente como resultado da morte generalizada de neurónios nos sistemas nervoso central e periférico e células hematopoiéticas no fígado. Em contraste, a perda dos pró-apoptóticos Bax mais Bak torna as células altamente resistentes à apoptose por uma ampla variedade de estímulos da via intrínseca.
Bcl-2 mostrou interações com RAD9A, BAK1, Reticulon 4, Bcl-2-associated X protein, Caspase 8, BECN1, SOD1, Bcl-2-interacting killer, BH3 interacting domain death agonist, RRAS, C-Raf, BCL2L11, BNIPL, HRK, PSEN1, BMF, BNIP2, BNIP3, Nerve Growth factor IB, BCL2-like 1, Myc, BCAP31, SMN1, CAPN2, PPP2CA, Noxa, Cdk1, TP53BP2, Bcl-2-associated death promoter e IRS1.